# アダマ・ダイコ
アダマ・ダイコ（Adama Dahico、本名：アダマ・ドロ（Adama Dolo）、1968年5月10日 - ）はコートジボワールの俳優、コメディアン。アビジャン生まれ。コートジボワールのテレビドラマ"Ma famille"などに出演している。
自身のホームページでは、アフリカ初のユーモア政党である「ドロミカン党」を結成したとしている。ドロミカンとは、マリンケ語で「酔っぱらいの言葉遊び」という意味である。2010年コートジボワール大統領選挙にて立候補し、第一回投票にて全体の0.13%にあたる5972票を獲得した。